# Karl-Henrik Robert
Karl-Henrik Robèrt (1947) é um cientista sueco, pesquisador sobre câncer e figura relevante sobre sustentabilidade corporativa. Ele é conhecido pelo desenvolvimento do Framework para o Desenvolvimento Estratégico Sustentável (FSSD, em inglês) - também conhecido como The Natural Step Framework - um modelo que estabelece as condições sistemáticas para a sustentabilidade, que surgiram de suas consultas com municípios, empresas, departamentos governamentais, organizações ambientais e a comunidade artística. Tendo recebido o imprimatur do Rei da Suécia, The Natural Step foi lançado com cobertura televisiva e distribuição de material educativo para todas as escolas e famílias na Suécia. 

## Pesquisa sobre câncer
Em sua dissertação de doutorado de 1979, no Instituto Karolinska (Suécia) estudou a leucemia. Como chefe da Divisão de Hematologia Clínica e Oncologia do Departamento de Medicina do Hospital Huddinge (Estocolmo, Suécia)  e diretor de pesquisa do Instituto Karolinska, conduziu pesquisas e lecionou sobre diversas formas de câncer, incluindo leucemia, linfoma e câncer de pulmão.
A partir de seu estudo sobre células cancerígenas, percebeu que “as células são a unidade unificadora de todos os seres vivos”. As esferas natural e humana do mundo são ambas constituídas de células. Os seus estudos levaram-no a perceber que as taxas de cancro e outras ameaças à saúde global aumentaram com o crescimento da concentração de poluentes e outros elementos insustentáveis na natureza. Seu foco nas toxinas e suas implicações para a saúde o levou a ver a ligação entre elas e uma perspectiva sistêmica sobre a saúde futura. 

## Preocupações ambientais
As pesquisas sobre danos às células humanas ressaltaram a importância das preocupações ambientais. Robèrt observou que desde o final do século XIX os humanos têm interferido cada vez mais nos processos naturais.

Ele caracterizou diversos processos da sociedade moderna como lineares (unidirecionais, como as tecnologias de mineração extrativa) que produziam lixo a taxas sem precedentes — não apenas o visível nos depósitos de lixo, mas também o lixo molecular invisível, uma vez que “todos os processos lineares devem eventualmente chegar ao fim”.
"Durante aproximadamente os últimos cem anos, os humanos têm perturbado os processos cíclicos da natureza a um ritmo acelerado. Todas as sociedades humanas estão agora, em graus variados, a processar recursos naturais numa direção linear. Os nossos recursos estão a ser rapidamente transformados em lixo inútil, alguns dos quais são óbvios a olho nu, mas a maior parte escapa à consciência. A parcela menor pode ser vista em lixões e outros resíduos visíveis. De longe, a porção maior pode ser considerada como 'lixo molecular' – consistindo nas vastas quantidades de minúsculas partículas que são diariamente expelidas no ar, na água e no solo da Terra." 

## Origem doThe Natural Step
Em 1989, Robèrt distribuiu um artigo sobre os fundamentos da sustentabilidade a 50 cientistas, solicitando por opiniões e contribuições. O extenso processo deliberativo envolveu 22 versões, e dele surgiu um consenso que levou ao The Natural Step.
Em 1994 este processo repetiu-se nos EUA, liderado por Paul Hawken  e também na Austrália.

## Prêmios e homenagens
- 1984 — Prêmio de Pesquisa da Associação Hematológica Sueca[9]
- 1999 — Prêmio Cruz Verde de Liderança Internacional[10]
- 1999 — Medalha Laureate de Responsabilidade Social pelo Centro Global de Liderança e Ética Empresarial[10]
- 2000 — Prêmio Planeta Azul[10] [9]
- 2005 —Medalha Laureate de Responsabilidade Social do Centro Global de Liderança e Ética Empresarial
- 2006 — Incluído na publicação 100 Visionários do Século 20 [10]
- 2009 — Reconhecido como Ashoka Fellow[5]
- 2011 — Reconhecido como Ashoka Globalizer[ <span title="This claim needs references to reliable sources. (November 2016)">carece de fontes</span> ]